# Baldwin II z Hainaut
Baldwin II (ur. ok. 1056, zm. po 8 czerwca 1098) – hrabia Hainaut i Mons od roku 1071.

## Biografia
Był młodszym synem hrabiego Flandrii i Hainaut Baldwina VI i Rychildy z Hainaut, wdową po Hermanie z Hainaut. Jego starszym bratem był Arnulf III Nieszczęśliwy.
17 lipca 1070 zmarł ich ojciec. Hrabstwa Flandrii, Mons i Hainaut odziedziczył Arnulf. Ich matka dla zabezpieczenia dziedzictwa wyszła za hrabiego Heredford Williama FitzOsberna, spokrewnionego z Gunnor, metresą Ryszarda I Nieustraszonego. Bracia rychło musieli jednak stawić czoła rebelii swojego stryja, Roberta I Fryzyjskiego, który zgłosił swoje pretensje do hrabstwa Flandrii. Arnulfa poparł jego kuzyn, król Francji Filip I. Do decydującej bitwy doszło 22 lutego 1071 roku pod Cassel. Zwycięstwo odniosły siły Roberta I, a Arnulf poległ na jej polu. 
Robertowi udało się zyskać kontrolę nad Flandrią, a Baldwin i jego matka zostali przezeń wygnani. Działająca w imieniu syna Rychilda z Hainaut na mocy porozumienia z Liège przekazała dwa hrabstwa, Hainaut i Mons (Valenciennes), cesarzowi Henrykowi IV jako lenna, ten przyznał je biskupowi Liège Teodwinowi, ten oddał je księciu Dolnej Lotaryngii Gotfrydowi II, który zwrócił je Baldwinowi II. Ten skomplikowany akt miał dać opiekę cesarza nad młodym hrabią, którego dziedzictwu zagrażał Robert I Fryzyjski. Jego matka pozostawała regentką do roku 1076. Nie zaprzestał walk o Flandrię; po tym, gdy stryj sprzymierzył się z królem Francji, Baldwin znalazł sojusznika w osobie krewnego, króla Anglii Wilhelma I Zdobywcy. W 1085 przegrał z Robertem bitwę pod Broqueroie, po której podpisał traktat pokojowy i zrezygnował ze swoich roszczeń. Baldwin II był człowiekiem pobożnym, czynił liczne nadania na rzecz Kościoła, m.in. w 1081 założył klasztor benedyktyński Saint Denis en Broqueroie.
W 1095 odpowiedział na wezwanie Urbana II i zdecydował się wyruszyć na wyprawę krzyżową u boku Gotfryda z Bouillon. Nie chciał się przyłączyć do stryja, z którym wciąż pozostawał w złych stosunkach. W celu jej sfinansowania sprzedał biskupowi Liège Otbertowi zamek Couvin w zamian za obietnicę powołania dwóch jego synów w skład kapituły katedralnej. Po udanym oblężeniu Antiochii w 1098 został wysłany przez Gotfryda razem z Hugonem z Vermandois na misję do cesarza Aleksego I Komnena, aby poprosić go o wsparcie. Baldwin zaginął po drodze, prawdopodobnie został zabity przez muzułmanów. Ponieważ nie znaleziono jego ciała, jeszcze w 1106 jego żona Ida zorganizowała w Anatolii jego poszukiwania. W 1098 władzę w Hainaut przejął jego 10-letni syn Baldwin III, którego regentką została wdowa po nim.

## Małżeństwo i potomstwo
Baldwin ożenił w 1084 się z Idą z Leuven (Louvain) (zm. 1139), córką Henryka II i Adeli z Betuwe. Doczekali się razem dziewiątki lub dziesiątki dzieci:
- Idy (ur. ok. 1085, zm. po 1105), żony Tomasza I, hrabiego Amiens, seniora de Coucy;
- nieznanej z imienia córki, żony Teodryka z Avesnes;
- Baldwina III (ur. ok. 1088, zm. 1120), kolejnego hrabiego Hainaut;
- Arnolda (zm. po 1117), seniora Le Rœulx, męża Beatrycze z Ath;
- Ludwika (zm. po 1096);
- Szymona (zm. po 1096);
- Henryka (zm. po 1096);
- Wilhelma (zm. po 1117);
- Rychildy (zm. po 1118), żony Amalryka III z Montfort;
- Aelidis (zm. 1153 lub później); żonę Mikołaja II, seniora Rumigny i Florennes.